# The Angry Red Planet
The Angry Red Planet (prt: O Planeta Sangrento), também conhecido como Invasion of Mars e Journey to Planet Four é um filme estadunidense de 1959 do gênero ficção científica co-escrito e dirigido por Ib Melchior. O diretor teve 10 dias para as filmagens, com um orçamento de US$200 mil.
O filme traz uma técnica chamada de CineMagic, usada em todas as cenas da superfície de  Marte. Foi uma tentativa de fazer com que desenhos animados parecessem reais em filmes com atores. Apesar de mal-sucedida, o produtor Norman Maurer voltou a usar a mesma técnica em The Three Stooges in Orbit.

## Elenco
| Ator               | Personagem                      |
| ------------------ | ------------------------------- |
| Gerald Mohr        | Coronel Thomas O'Bannion        |
| Naura Hayden       | Dra. Iris 'Irish' Ryan          |
| Les Tremayne       | Prof. Theodore Gettell          |
| Jack Kruschen      | Sam Jacobs                      |
| Paul Hahn          | Maj. Gen. George Treegar        |
| J. Edward McKinley | Prof. Paul Weiner               |
| Tom Daly           | Dr. Frank Gordon                |
| Ted Cassidy        | voz de marciano (não creditado) |

## Sinopse
O primeiro foguete tripulado enviado à Marte, o MR-1, retorna a Terra trazido por controle remoto após ter ficado perdido no Espaço e sem comunicação pelo rádio. Ao conseguirem aterrissar o foguete numa base em Nevada, os cientistas descobrem que apenas dois dos quatro tripulantes estão vivos: a Dra. Iris Ryan, que sofreu um bloqueio mental; e o coronel Tom O'Bannion, em coma com uma estranha gosma verde no braço.

## Lançamento

### Portugal
O filme estreou nos cinemas portugueses a 8 de janeiro de 1962.
Foi editado em VHS pela Publivideo em 1987.